# Замок Таймон
Замок Таймон (англ. Tymon Castle) — замок Тімон — один із замків Ірландії, розташований у графстві Дублін.

## Історія замку Таймон
Як свідчать ірландські літописи, у цих місцях — біля майбутнього замку Таймон у 769 році був заснований монастир Святого Мелруайна (ірл. Maelruain). Місцевість ця в давнину називалась Таллахт, що походить від ірландського Там Лехт (ірл. támh Leacht) — чумне кладовище. Згідно історичних переказів під час епідемії чуми тут було поховано 9000 загиблих людей.
Замок Таймон був побудований в ХІІ столітті за часів правління короля Англії Джона Безземельного. У 1324 році архієпископ Дубліна збудував тут замок Таллахт як літню резиденцію. Потім цими землями володіли монахи домініканці. Крім замку Таймон тут ще стояли замки Кілнаманах та Бенкорф. Потім він був суттєво перебудований в XV та в XVI століттях — у той час королі Англії виділяли кошти на будівництво замків для захисту Пейлу — англійської колонії в Ірландії від нападів ірландських кланів, які намагались повернути свої землі. У 1429 році король Англії почав виділяти по £ 10 кожному, хто хоче побудувати замок на землі, що контролювалася англійською короною. Замок Таймон був одним із тих десяти фунтових замків, тільки не збудований заново, а перебудований. Замок Таймон служив одним із форпостів лінії осілості англійських колоністів у Ленстері, що проходила через Таллахт. Замок розташований на гірському хребті, де хребет робить різкий поворот Таймон Лейн з добрим оглядом навколишньої місцевості. Замок ідеально підходить для оборонних цілей.
Історики і художники описують замок так: квадрат з входом на західній стороні через велику арку. Над входом була невелика галерея, з якої можна було лити на нападаючих через ворота киплячу воду чи смолу. Був великий камін і дві житлові кімнати — одна над одною, з'єднані гвинтовими сходами. На першому поверсі був зал і склепіння.
Різні записи різних століть дають різні описи стану замку. У 1547 році замок був описаний як «замок у згубному стані». У 1779 році антиквар Остін Купер записав, що замок частково заселений родиною Реллі чи Рейллі. У 1783 році він знову відвідує замок і пише, що замок заселений. Крім родини Рейллі немає ніяких повідомлень про жителів замку Таймон.
У 1798 році під час повстання за незалежність Ірландії біля замку Таймон були бої. Англійські солдати, кинуті на подавлення повстання напали на замок Балліманах-хаус, що недалеко від Олдбаун та Таллахт. Під час нападу вони вбили одного повстанця — з тих, що обороняли замок. Повстанці покинули замок Балліманах-хаус, залишивши тіло вбитого товариша, і направились у замок Таймон. Солдати потім повісили тіло повстанця на одному з вікон замку.
Замок ще тримався у ХХ столітті, але час робив своє і замок завалився у 1960 році. Зараз це руїни, які проте, люблять відвідувати туристи.